# Andrzej Kaszuba
Andrzej Kaszuba (ur. 11 marca 1952 w Tczewie, zm. 7 sierpnia 2012 w San Jose) – polski inżynier i działacz opozycyjny.

## Życiorys
W 1976 ukończył studia na Wydziale Budowy Maszyn Politechniki Gdańskiej. W latach 1976–1981 pracował w Fabryce Przekładni Samochodowych „Polmo” w Tczewie, w Wydziale Doświadczalnym.
W sierpniu 1980 współorganizował strajk – wybrano go na przewodniczącego Komitetu Strajkowego. Do „Solidarności” wstąpił we wrześniu 1980, pełnił funkcję przewodniczącego Komitetu Założycielskiego i Komisji Zakładowej. W październiku 1980 organizował, a następnie wszedł w skład redakcji „Biuletynu Informacyjnego Komisji Zakładowej NSZZ »Solidarność«” w zakładzie Polmo. W 1981 był delegatem na I Walne Zebranie Delegatów Regionu Gdańskiego. Po wprowadzeniu w Polsce stanu wojennego internowano go od 13 grudnia 1981 do 24 lipca 1982 w Ośrodku Odosobnienia w Strzebielinku koło Wejherowa.
W sierpniu 1982 wyjechał z rodziną do USA. Tam pracował jako technolog, projektował reaktory do produkcji układów scalonych (1985–2008) i sprzęt do produkcji paneli słonecznych (od 2008). Uczestniczył w zakładaniu ośrodka polonijnego East Bay Polish American Association w pobliżu San Francisco. Był członkiem zarządu Polish American Congress Northern California Division. Zmarł w Kalifornii.